# Fattore di Fano
Il fattore di Fano è un coefficiente di variazione introdotto nel 1947 dal fisico Ugo Fano.
Si tratta di un fattore di correzione che lega la varianza di una statistica poissoniana alla varianza misurata sperimentalmente:
{\displaystyle F={\frac {\sigma _{sper}^{2}}{\sigma _{pois}^{2}}}}
dove {\displaystyle F} indica il fattore di Fano, mentre {\displaystyle \sigma _{sper}^{2}} indica la varianza sperimentale misurata e {\displaystyle \sigma _{pois}^{2}} quella teorica.

## Utilizzo

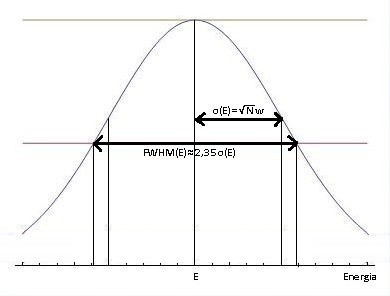
Distribuzione poissoniana, approssimata con la gaussiana, per i valori di energia misurati da un rivelatore, ed FWHM, senza la correzione del fattore di Fano.

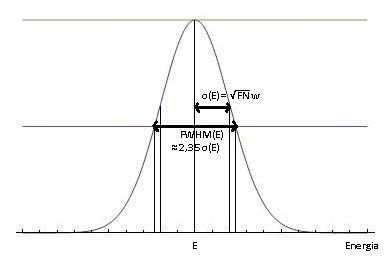
Distribuzione poissoniana, approssimata con la gaussiana, per i valori di energia misurati da un rivelatore, ed FWHM, con la correzione del fattore di Fano. Nell'esempio specifico in figura,

Andando a misurare la risoluzione energetica di un rivelatore a semiconduttore o a gas, si trova un valore più basso rispetto alla previsione teorica dovuta alla statistica poissoniana. Poiché i processi di ionizzazione non sono del tutto indipendenti ma legati alle shell elettroniche discrete, non è possibile utilizzare la statistica poissoniana e bisogna quindi introdurre una correzione.  
Consideriamo un fascio di particelle ionizzanti incidenti sul rivelatore, ciascuna di energia E. Indicata con w l'energia di ionizzazione del materiale, cioè l'energia necessaria per produrre una singola ionizzazione (generazione di coppia ione-elettrone), ci si aspetta che il numero medio di ionizzazioni (di coppie) prodotte da una singola particella ionizzante sia:
{\displaystyle N={\frac {E}{w}}}
Secondo la statistica poissoniana, la cui distribuzione ha la proprietà che la varianza è numericamente uguale al valore atteso, il cui stimatore è il valor medio, che in questo caso è N, la varianza è data da:
{\displaystyle \sigma _{pois}^{2}=N}.
La varianza corretta con il fattore di Fano risulta essere:
{\displaystyle \sigma ^{2}=F\ N}.
Quando il valor medio N è molto grande, la distribuzione di Poisson può essere approssimata con la distribuzione normale il cui andamento è descritto da una gaussiana. Nel caso di picchi energetici gaussiani, per calcolare la risoluzione energetica si utilizza la relazione tra la FWHM e la deviazione standard {\displaystyle \sigma }:
{\displaystyle FWHM\approx 2,35\ \sigma }.
Si noti che, fino a questo punto del discorso, dal punto di vista dell'analisi dimensionale, poiché N ed F sono numeri puri, sono tali anche {\displaystyle \sigma } e FWHM. Per tale motivo, se siamo interessati alla deviazione standard o alla FWHM della distribuzione dei valori dell'energia misurati dal rivelatore, allo scopo di ottenere un'energia occorre moltiplicare tali numeri puri per l'energia w corrispondente ad un singolo evento di ionizzazione: 
{\displaystyle \ \ \ \ \ \ \ \ \ \ \ \ \ \sigma (E)=\sigma \ w}
{\displaystyle FWHM(E)\approx 2,35\ \sigma (E)=2,35\ \sigma \ w\ .}
La risoluzione energetica percentuale è il rapporto tra la FWHM e il valore di energia E corrispondente al picco nella distribuzione di valori misurati dal rivelatore:
{\displaystyle R={\frac {FWHM(E)}{E}}\approx {\frac {2,35\ \sigma (E)}{E}}}
e dalle relazioni precedenti si ottiene: 
{\displaystyle R\approx {\frac {2,35\ \sigma \ w}{E}}\approx {\frac {2,35\ {\sqrt {F\ N}}\ w}{N\ w}}={\frac {2,35{\sqrt {FN}}}{N}}\ .}
In definitiva, la risoluzione energetica percentuale risulta essere:
{\displaystyle R=2,35{\sqrt {\frac {F}{N}}}=2,35{\sqrt {\frac {F\ w}{E}}}}.

## Valore
Il fattore di Fano è un coefficiente numerico compreso tra 0 e 1: il valore dipende dal materiale che compone il rivelatore, in particolare più il valore è basso e migliore sarà la risoluzione del rivelatore.
Il fattore di Fano è una caratteristica importante dei materiali che compongono i rivelatori di particelle, è stato calcolato per il silicio e il germanio che compongono i diversi tipi di rivelatori a semiconduttore e per diverse misture di gas nobili (argon, xeno, kripton) utilizzate nei rivelatori a gas.